# عبد العظيم رمضان
عبد العظيم رمضان (1925-2007) من أهم المؤرخين الذين جاءوا في تاريخ مصر وكتابه عن تطور الحركة الوطنية المصرية بين 1994 - 1919 بالغ الأهمية
ولد المؤرخ عبد العظيم رمضان في أبريل 1925 عمل مدرساً للتاريخ بجامعة المنوفية فأستاذا، ثم عميدا بكلية التربية وشغل منصب عضو في المجلس الأعلي للثقافة ورئيس لجنة التاريخ وعضو مجلس إدارة هيئة الكتاب المصرية وإشرافه علي سلسلة تاريخ المصريين إضافة إلي عضويته في كثير من اللجان وكذلك مساحاته الثابتة في مجلة أكتوبر الأسبوعية أو جريدة الأهرام ثم الجمهورية فيما بعد. وعضوية مجلس الشورى، ورحل في هدوء يوم 4 يوليو 2007
بسبب الطريقة التي حقق بها مذكرات سعد زغلول وبسبب كثرة معاركه فقد كان أحد الضالعين في التطبيع وصنعت حوراته مع الإسرائيليين تياراً عريضا داخل إسرائيل يناصر السلام وفي مصر كان مشرفا علي سلسلة تاريخ المصريين فنقل رسائل الماجستير والدكتوراه من رفوف المكتبات الجامعية إلى رفوف مكتبات المهتمين بالتاريخ والمعنيين بالقراءة فيه.
جمع بين العمل الأكاديمي وجهده الأكاديمي محترم أما كتابتة السياسية فاشتملت آراء ومواقف شخصية مثيرة بطبيعتها للخلافات لموقفه من التطبيع فدخل معارك لاتنتهي منها ماهو دائم مع اليسار المصري وهو أحد مؤسسي حزب التجمع الذي استقال منه في عام 1985 ونشر هذه الاستقالة في كل الصحف المصرية ليعلن الولاء للحكومة.
بالإضافة إلي ما سبق كانت معركة رمضان الأشرس مع حزب العمل وجريدته الشعب وكذلك جريدة الأحرار التي طلب من المسئولين رسميا سحب ترخيصها وإغلاقها لأنها تجرأت وهاجمته والجريدة من جانبها جيشت كل المختلفين معه للنبش في تاريخه والهجوم عليه. شمل هجومه بعض مشايخ الأزهر مثل الشيخ محمد سيد طنطاوي ومفتي مصر الأسبق د. نصر فريد واصل وامتد هجومه ليشمل الشيخ يوسف القرضاوي الذي نعته رمضان بأنه نسي مصريته وأعمته أموال الخليج.

## وصلات خارجية
- عبد العظيم رمضان على موقع أرشيف الشارخ.